# Alfred de Montesquiou

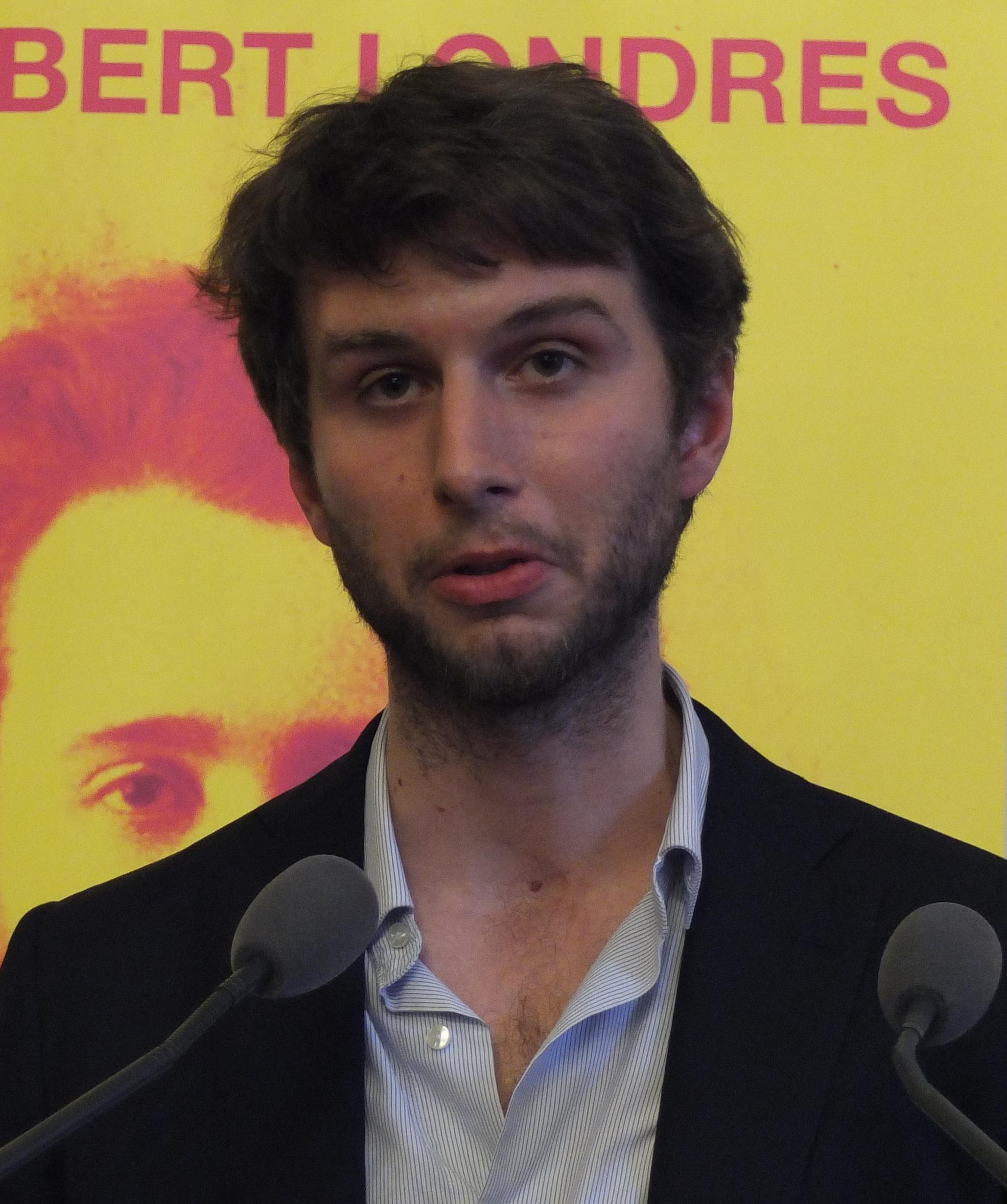
Alfred de Montesquiou, 2012

Alfred de Montesquiou (* 1978 in Paris) ist ein französischer Reporter, Autor und Dokumentarfilmregisseur. Er ist Preisträger der höchsten französischen Journalistenauszeichnung, des Albert-Londres-Preises.

## Leben und Wirken
Alfred de Montesquiou wurde 1978 in Paris geboren. Er hat einen Abschluss in internationalen Beziehungen von der Sciences Po und in Journalismus von der Columbia Journalism School in New York. Von 2004 bis 2010 war er Auslandskorrespondent und Kriegsberichterstatter für die Nachrichtenagentur Associated Press, zunächst in Haiti, dann im Nahen Osten, in Afghanistan und Nordafrika. Im Jahr 2010 wurde er leitender Auslandskorrespondent für das französische Magazin Paris Match und erhielt 2012 den Albert-Londres-Preis für seine Berichterstattung über den Bürgerkrieg 2012 in Libyen. Im Jahr 2013 erhielt er den Literaturpreis Interallie Nouveau Cercle für seinen Essay „Oumma“ über den Nahen Osten. 2015 war er Preisträger des Verbands der französischen Presseredakteure für seine investigative Arbeit über den Absturz des Fluges MH17 in der Ukraine. Im Auftrag von ARTE unternahm er 2016 einer Reise über die Seidenstraße, über die er eine Reihe mit 15 Sendungen produzierte. Sein Roman L’étoile des frontières wurde 2021 mit dem Prix du Livre de Plage ausgezeichnet.
Er leitet die Filmproduktionsfirma Dreamtime Films. Sein Dokumentarfilm Lebanon, in the heart of chaos wurde mit dem Laurier d’Or 2022 TV Award für den besten Spielfilm ausgezeichnet.

## Schriften
- Bibliolycée - Lettres persanes. Hachette, Paris, 2013, ISBN 978-2-01-281515-5
- Oumma. Seuil, Paris, 2017, ISBN 978-2-02-109790-0
- Abenteuer Seidenstraße. 12.000 Kilometer von Venedig bis Xi’an. Illustriert von Lucille Clerc. Übers. von Jutta Orth, Silvia Bartholl. 2019, ISBN 978-3-95728-237-8
- Sur la route des extrêmes. Voyage en Amérique du Sud. Gallimard, Paris, 2019, ISBN 978-2-7424-5974-2
- L’étoile des frontières. Stock, 2021, ISBN 978-2-234-08089-8